# XLIFF
XML Localization Interchange File Format (XLIFF) — розширюваний платформонезалежний стандарт обміну даними, що підлягають локалізації, і супутньою інформацією, визначений як словник XML.
XLIFF — це бітекстовий формат, на основі XML, створений для стандартизації способу передачі локалізованих даних між інструментами під час процесу локалізації та узагальненого формату для обміну інструментами автоматизованого перекладу. Технічний комітет XLIFF (TC) вперше зібрався на OASIS у грудні 2001 року (перше засідання відбулося в січні 2002 року), але перша повністю ратифікована версія XLIFF з'явилася як версія 1.2 XLIFF у лютому 2008 року. Його поточна специфікація — v2.1, випущено 13 лютого 2018 року, що має зворотну сумісність із версією 2.0, випущеною 5 серпня 2014.
Специфікація спрямована на галузь локалізації й визначає елементи й атрибути для зберігання вмісту, отриманого з різних оригінальних форматів файлів, і їх відповідного перекладу. Метою було абстрагувати навички локалізації від інженерних навичок, пов'язаних із конкретними форматами, такими як HTML.
XLIFF є частиною еталонної архітектури Open Architecture for XML Authoring and Localization (OAXAL).

## XLIFF 2.*
Технічний комітет XLIFF готується розпочати роботу над версією XLIFF 2.2. Перед створенням основної нової версії 2.0 було зібрано відгуки від спільноти користувачів XLIFF, які в результаті були інтегровані у версію наступного покоління. Два з основних методів, що використовуються, включали списки розширень, які використовуються виробниками інструментів XLIFF, і функції XLIFF, які підтримуються кожним інструментом XLIFF.
Станом на квітень 2024 року, триває розробка стандарту ISO/DIS 21720 XLIFF (XML Localisation interchange file format), який стандартизує формат XLIFF версії 2.0.

### Приклад документа XLIFF 2.1
```
<?xml version="1.0" encoding="UTF-8" ?>

<xliff
 
xmlns=
"urn:oasis:names:tc:xliff:document:2.1"
 
version=
"2.1"

    
srcLang=
"fr-FR"
 
trgLang=
"en-US"
>

    
<file
 
id=
"messages.en_US"
>

        
<unit
 
id=
"LCa0a2j"
 
name=
"original-content"
>

            
<notes>

                
<note
 
category=
"state"
>
new
</note>

                
<note
 
category=
"approved"
>
true
</note>

                
<note
 
category=
"section"
 
priority=
"1"
>
user
 
login
</note>

            
</notes>

            
<segment>

                
<source>
original-content
</source>

                
<target>
translated-content
</target>

            
</segment>

        
</unit>

    
</file>

</xliff>

```